# Nashville Pussy
Nashville Pussy is een Amerikaanse rockband uit Atlanta. Hun geluid is een mix van vele verschillende genres waaronder punkrock, hardrock, country en psychobilly. Hun teksten gaan voornamelijk over seks, drugs en rock-'n-roll. De band bestaat oorspronkelijk uit het getrouwde duo Blaine Cartwright en Ruyter Suys.
De band was genomineerd voor een Grammy Award in 1999 in de categorie Best Metal Performance voor het nummer Fried Chicken And Coffee.

## Discografie
- Let Them Eat Pussy (1998)
- High As Hell (2000)
- Say Something Nasty (2002)
- Get Some (2005)
- Dirty Best Of Nashville Pussy (2005)
- From Hell to Texas (2009)
- Up The Dosage (2014)
- Pleased to Eat You (2018)
- Eaten Alive (2021)